# Coupe du monde féminine de football des moins de 17 ans 2022
Navigation
Uruguay 2018 République dominicaine 2024
La Coupe du monde féminine de football des moins de 17 ans 2022 est la septième édition de la Coupe du monde féminine de football des moins de 17 ans, qui se déroule du 11 au 30 octobre 2022. La compétition devait initialement se dérouler du 2 au 21 novembre 2020, mais le report du tournoi est annoncé le 3 avril 2020 par la FIFA en raison de la pandémie de Covid-19. Le 12 mai 2020, la FIFA reprogramme la compétition du 17 février au 7 mars 2021, puis le 17 novembre 2020, annule à nouveau. Finalement le tournoi se déroule en octobre 2022, toujours en Inde.

## Désignation du pays organisateur
Le 25 juillet 2018, la FIFA annonce le début du processus de candidature pour la  Coupe du monde féminine de football des moins de 20 ans 2020 et la Coupe du monde féminine de football des moins de 17 ans 2020,. Une association membre peut postuler pour les deux tournois, mais deux pays différents seront désignés. La FIFA accepte également des candidatures communes.
Les associations doivent manifester leur intérêt avant le 12 septembre 2018. Les deux pays ayant manifesté leur intérêt sont :
- France[5]
- Inde[6].

L'Inde est choisie comme pays organisateur par le Conseil de la FIFA le 15 mars 2019.

## Stades hôtes
| Bhubaneswar             | Margao                  | Navi Mumbai             |
| ----------------------- | ----------------------- | ----------------------- |
| Kalinga Stadium         | Fatorda Stadium         | DY Patil Stadium        |
| Capacité: 15 000 places | Capacité: 27 300 places | Capacité: 55 000 places |
|                         |                         |                         |

## Qualification
Chaque confédération continentale organise une compétition qualificative pour la Coupe du monde. L'Inde est qualifiée d'office en tant que pays organisateur.
| Europe (UEFA) 3 places         | Amérique du Sud (CONMEBOL) 3 places                        | Afrique (CAF) 3 places                     |
| ------------------------------ | ---------------------------------------------------------- | ------------------------------------------ |
| - France - Allemagne - Espagne | - Brésil - Chili - Colombie                                | - Maroc - Nigéria - Tanzanie               |
| Océanie (OFC) 1 place          | Amérique du Nord, Centrale et Caraïbes (CONCACAF) 3 places | Asie (AFC) 3 places, dont une au pays hôte |
| - Nouvelle-Zélande             | - États-Unis - Mexique - Canada                            | - Inde (Pays Hôte) - Japon - Chine         |

## Phase finale
Toutes les informations sont disponibles sur le site de la FIFA.

### Tirage au sort
Le tirage au sort de la phase finale s'est déroulé le vendredi 24 juin 2022 à 12h (heure française) à Zurich (Suisse).
Composition des chapeaux avant le tirage :
| Chapeau 1                                                          | Chapeau 2                                      | Chapeau 3                               | Chapeau 4                             |
| ------------------------------------------------------------------ | ---------------------------------------------- | --------------------------------------- | ------------------------------------- |
| - Inde (pays hôte) - Japon - Espagne (tenant du titre) - Allemagne | - Mexique - Canada - Brésil - Nouvelle-Zélande | - États-Unis - Nigeria - France - Chine | - Colombie - Chili - Maroc - Tanzanie |

Le tirage au sort donne la composition suivante pour les 4 groupes du premier tour :
| Groupe A                                         | Groupe B                                         | Groupe C                               | Groupe D                             |
| ------------------------------------------------ | ------------------------------------------------ | -------------------------------------- | ------------------------------------ |
| - Inde (Pays hôte) - États-Unis - Maroc - Brésil | - Allemagne - Nigeria - Chili - Nouvelle-Zélande | - Espagne - Colombie - Mexique - Chine | - Japon - Tanzanie - Canada - France |

### Premier tour

#### Groupe A
| Rang | Équipe           | Pts | J | G | N | P | Bp | Bc | Diff |
| ---- | ---------------- | --- | - | - | - | - | -- | -- | ---- |
| 1    | États-Unis       | 7   | 3 | 2 | 1 | 0 | 13 | 1  | +12  |
| 2    | Brésil           | 7   | 3 | 2 | 1 | 0 | 7  | 1  | +6   |
| 3    | Maroc            | 3   | 3 | 1 | 0 | 2 | 3  | 5  | -2   |
| 4    | Inde (pays hôte) | 0   | 3 | 0 | 0 | 3 | 0  | 16 | -16  |

##### 1rejournée
| Match 2                            | Maroc | 0-1 | Brésil      | Kalinga Stadium, Bhubaneswar |             |
| 11 octobre 2022 16h30 heure locale |       |     | 29e Jhonson | Arbitrage :                  | Arbitrage : |

| Match 1                            | Inde | 0-8 | États-Unis                                                                                   | Kalinga Stadium, Bhubaneswar |  |
| 11 octobre 2022 20h00 heure locale |      |     | 9e 31e Rebimbas · 15e Kohler · 23e Gamero · 39e Thompson · 51e Emri · 59e Suarez · 62e Bhuta |                              |  |

##### 2ejournée
| Match 10                           | Brésil    | 1-1 | États-Unis  | Kalinga Stadium, Bhubaneswar |             |
| 14 octobre 2022 16h30 heure locale | Carol 37e |     | 33e Kiorpes | Arbitrage :                  | Arbitrage : |

| Match 9                            | Inde | 0-3 | Maroc                                            | Kalinga Stadium, Bhubaneswar |             |
| 14 octobre 2022 20h00 heure locale |      |     | 51e (pen.) El Madani · 62e Zouhir · 90+1e Cherif | Arbitrage :                  | Arbitrage : |

##### 3ejournée
| Match 17                           | Brésil                                       | 5-0 | Inde | Kalinga Stadium, Bhubaneswar |             |
| 17 octobre 2022 20h00 heure locale | Berchon 37e · Aline 40e 51e · Lara 86e 90+3e |     |      | Arbitrage :                  | Arbitrage : |

| Match 18                           | États-Unis                     | 4-0 | Maroc | Fatorda Stadium, Margao |             |
| 17 octobre 2022 20h00 heure locale | Kohler 24e 73e · Smith 68e 81e |     |       | Arbitrage :             | Arbitrage : |

#### Groupe B
| Rang | Équipe           | Pts | J | G | N | P | Bp | Bc | Diff |
| ---- | ---------------- | --- | - | - | - | - | -- | -- | ---- |
| 1    | Allemagne        | 9   | 3 | 3 | 0 | 0 | 11 | 2  | +9   |
| 2    | Nigéria          | 6   | 3 | 2 | 0 | 1 | 7  | 3  | +4   |
| 3    | Chili            | 3   | 3 | 1 | 0 | 2 | 4  | 9  | -5   |
| 4    | Nouvelle-Zélande | 0   | 3 | 0 | 0 | 3 | 2  | 10 | -8   |

##### 1rejournée
| Match 4                            | Chili                                     | 3-1 | Nouvelle-Zélande | Fatorda Stadium, Margao   |                           |
| 11 octobre 2022 16h30 heure locale | Figueroa 12e · Rovner 22e · Cifuentes 64e |     | 52e Clegg        | Arbitrage : Rebecca Welch | Arbitrage : Rebecca Welch |

| Match 3                            | Allemagne              | 2-1 | Nigeria   | Fatorda Stadium, Margao |             |
| 11 octobre 2022 20h00 heure locale | Stoldt 49e · Alber 61e |     | 30e Usnai | Arbitrage :             | Arbitrage : |

##### 2ejournée
| Match 12                           | Nouvelle-Zélande | 0-4 | Nigeria                                                 | Fatorda Stadium, Margao |             |
| 14 octobre 2022 16h30 heure locale |                  |     | 16e Bello · 34e (csc) Elliot · 75e Afolabi · 90+5e Etim | Arbitrage :             | Arbitrage : |

| Match 11                           | Allemagne                                                                              | 6-0 | Chili | Fatorda Stadium, Margao |             |
| 14 octobre 2022 20h00 heure locale | Veit 20e · Sehitier 24e · Alber 40e · Steiner 58e (pen.) · Benter 60e · Portella 90+5e |     |       | Arbitrage :             | Arbitrage : |

##### 3ejournée
| Match 19                           | Nouvelle-Zélande | 1 - 3 | Allemagne                           | Fatorda Stadium, Margao |             |
| 17 octobre 2022 16h30 heure locale | Clegg 10e        |       | 5e 54e Bender · 60e (pen.) Sehitler | Arbitrage :             | Arbitrage : |

| Match 20                           | Nigeria                  | 2 - 1 | Chili               | Kalinga Stadium, Bhubaneswar |             |
| 17 octobre 2022 16h30 heure locale | Emmanuel 4e · Mosaku 82e |       | 90+1e (pen.) Rovner | Arbitrage :                  | Arbitrage : |

#### Groupe C
| Rang | Équipe   | Pts | J | G | N | P | Bp | Bc | Diff |
| ---- | -------- | --- | - | - | - | - | -- | -- | ---- |
| 1    | Colombie | 6   | 3 | 2 | 0 | 1 | 4  | 2  | +2   |
| 2    | Espagne  | 6   | 3 | 2 | 0 | 1 | 3  | 2  | +1   |
| 3    | Mexique  | 3   | 3 | 1 | 0 | 2 | 4  | 5  | -1   |
| 4    | Chine    | 3   | 3 | 1 | 0 | 2 | 2  | 4  | -2   |

##### 1rejournée
| Match 6                            | Mexique | 1 - 2 | Chine | DY Patil Stadium, Navi Mumbai   |                                 |
| 12 octobre 2022 16h30 heure locale | |       |       | Arbitrage : Maria Sole Ferrieri | Arbitrage : Maria Sole Ferrieri |
| 12 octobre 2022 16h30 heure locale | https://www.fifa.com/fifaplus/fr/match-centre/match/516/283693/283694/400248521?date=2022-11-20&country=FR&wtw-filter=ALL |       |       | Arbitrage : Maria Sole Ferrieri | Arbitrage : Maria Sole Ferrieri |

| Match 5                            | Espagne | 1 - 0 | Colombie | DY Patil Stadium, Navi Mumbai  |                                |
| 12 octobre 2022 20h00 heure locale | Jone Amezaga |       |          | Arbitrage : Iuliana DEMETRESCU | Arbitrage : Iuliana DEMETRESCU |
| 12 octobre 2022 20h00 heure locale | https://www.fifa.com/fifaplus/fr/match-centre/match/516/283693/283694/400248522?date=2022-11-20&country=FR&wtw-filter=ALL |       |          | Arbitrage : Iuliana DEMETRESCU | Arbitrage : Iuliana DEMETRESCU |

##### 2ejournée
| Match 14                           | Chine | 0-2 | Colombie       | DY Patil Stadium, Navi Mumbai |             |
| 15 octobre 2022 16h30 heure locale |       |     | 9e 23e Caicedo | Arbitrage :                   | Arbitrage : |
| 15 octobre 2022 16h30 heure locale |       |     |                | Arbitrage :                   | Arbitrage : |

| Match 13                           | Espagne    | 1-2 | Mexique                   | DY Patil Stadium, Navi Mumbai |             |
| 15 octobre 2022 20h00 heure locale | Pujols 74e |     | 47e Flores · 85e Salvidar | Arbitrage :                   | Arbitrage : |
| 15 octobre 2022 20h00 heure locale |            |     |                           | Arbitrage :                   | Arbitrage : |

##### 3ejournée
| Match 21                           | Chine | 0 - 1 | Espagne    | DY Patil Stadium, Navi Mumbai |             |
| 18 octobre 2022 16h30 heure locale |       |       | 81e Artero | Arbitrage :                   | Arbitrage : |
| 18 octobre 2022 16h30 heure locale |       |       |            | Arbitrage :                   | Arbitrage : |

| Match 22                           | Colombie                  | 2 - 1 | Mexique           | Fatorda Stadium, Margao   |                           |
| 18 octobre 2022 16h30 heure locale | Ortegon 41e · Caicedo 41e |       | 81e (csc) Caicedo | Arbitrage : Rebecca Welch | Arbitrage : Rebecca Welch |
| 18 octobre 2022 16h30 heure locale |                           |       |                   | Arbitrage : Rebecca Welch | Arbitrage : Rebecca Welch |

#### Groupe D
| Rang | Équipe   | Pts | J | G | N | P | Bp | Bc | Diff |
| ---- | -------- | --- | - | - | - | - | -- | -- | ---- |
| 1    | Japon    | 9   | 3 | 3 | 0 | 0 | 10 | 0  | +10  |
| 2    | Tanzanie | 4   | 3 | 1 | 1 | 1 | 3  | 6  | -3   |
| 3    | Canada   | 2   | 3 | 0 | 2 | 1 | 2  | 6  | -4   |
| 4    | France   | 1   | 3 | 0 | 1 | 2 | 2  | 5  | -3   |

##### 1rejournée
| Match 8                            | Canada | 0 - 0 | France | Fatorda Stadium, Margao |             |
| 12 octobre 2022 16h30 heure locale |        |       |        | Arbitrage :             | Arbitrage : |
| 12 octobre 2022 16h30 heure locale |        |       |        | Arbitrage :             | Arbitrage : |

| Match 7                            | Japon | 0 - 0 | Tanzanie | Fatorda Stadium, Margao |             |
| 12 octobre 2022 20h00 heure locale |       |       |          | Arbitrage :             | Arbitrage : |
| 12 octobre 2022 20h00 heure locale |       |       |          | Arbitrage :             | Arbitrage : |

##### 2ejournée
| Match 16                           | France           | 1-2 | Tanzanie                      | Fatorda Stadium, Margao |             |
| 15 octobre 2022 16h30 heure locale | Calba 77e (pen.) |     | 17e Mnaly · 60e (pen.) Bahera | Arbitrage :             | Arbitrage : |
| 15 octobre 2022 16h30 heure locale |                  |     |                               | Arbitrage :             | Arbitrage : |

| Match 15                           | Japon                                                    | 4-0 | Canada | Fatorda Stadium, Margao |             |
| 15 octobre 2022 20h00 heure locale | Kubota 9e · Shiragaki 37e · Tanikawa 37e · Takaoka 90+2e |     |        | Arbitrage :             | Arbitrage : |
| 15 octobre 2022 20h00 heure locale |                                                          |     |        | Arbitrage :             | Arbitrage : |

##### 3ejournée
| Match 23                           | France | 0 - 2 | Japon                         | Fatorda Stadium, Margao |             |
| 18 octobre 2022 20h00 heure locale |        |       | 29e Tanikawa · 90+1e Kusunoki | Arbitrage :             | Arbitrage : |
| 18 octobre 2022 20h00 heure locale |        |       |                               | Arbitrage :             | Arbitrage : |

| Match 24                           | Tanzanie         | 1 - 1 | Canada      | DY Patil Stadium, Navi Mumbai |             |
| 18 octobre 2022 20h00 heure locale | Allen 14e (pen.) |       | 35e Mapunda | Arbitrage :                   | Arbitrage : |
| 18 octobre 2022 20h00 heure locale |                  |       |             | Arbitrage :                   | Arbitrage : |

### Tableau final
|  | Quarts de finale       | Quarts de finale       |                   |                   | Demi-finales           | Demi-finales           |   |  | Finale            | Finale            |
|  | Quarts de finale       | Quarts de finale       |                   |                   | Demi-finales           | Demi-finales           |   |  | Finale            | Finale            |
|  |                        |                        |                   |                   |                        |                        |   |  |                   |                   |
|  | 21 octobre 2022, 16h30 | 21 octobre 2022, 16h30 |                   |                   | 26 octobre 2022, 16h30 | 26 octobre 2022, 16h30 |   |  | 30 octobre, 20h00 | 30 octobre, 20h00 |
|  | 21 octobre 2022, 16h30 | 21 octobre 2022, 16h30 |                   |                   | 26 octobre 2022, 16h30 | 26 octobre 2022, 16h30 |   |  | 30 octobre, 20h00 | 30 octobre, 20h00 |
|  | États-Unis             | 1 (3)                  |                   |                   | 26 octobre 2022, 16h30 | 26 octobre 2022, 16h30 |   |  | 30 octobre, 20h00 | 30 octobre, 20h00 |
|  | États-Unis             | 1 (3)                  |                   |                   | 26 octobre 2022, 16h30 | 26 octobre 2022, 16h30 |   |  | 30 octobre, 20h00 | 30 octobre, 20h00 |
|  | Nigeria                | 1 tab(4)               |                   |                   | 26 octobre 2022, 16h30 | 26 octobre 2022, 16h30 |   |  | 30 octobre, 20h00 | 30 octobre, 20h00 |
|  | Nigeria                | 1 tab(4)               | Nigeria           | 0 (5)             |                        |                        |   |  | 30 octobre, 20h00 | 30 octobre, 20h00 |
|  | 22 octobre 2022, 16h30 |                        | Nigeria           | 0 (5)             |                        |                        |   |  | 30 octobre, 20h00 | 30 octobre, 20h00 |
|  |                        | Colombie               | 0 tab(6)          |                   |                        |                        |   |  | 30 octobre, 20h00 | 30 octobre, 20h00 |
|  | Colombie               | Colombie               | 0 tab(6)          | 3                 |                        |                        |   |  | 30 octobre, 20h00 | 30 octobre, 20h00 |
|  | Colombie               |                        |                   | 3                 |                        |                        |   |  | 30 octobre, 20h00 | 30 octobre, 20h00 |
|  | Tanzanie               | 0                      |                   |                   |                        |                        |   |  | 30 octobre, 20h00 | 30 octobre, 20h00 |
|  | Tanzanie               | 0                      | Colombie          | 0                 |                        |                        |   |  |                   |                   |
|  | 21 octobre 2022, 20h00 |                        | Colombie          | 0                 |                        |                        |   |  |                   |                   |
|  |                        | Espagne                | 1                 |                   |                        |                        |   |  |                   |                   |
|  | Allemagne              | Espagne                | 1                 | 2                 |                        |                        |   |  |                   |                   |
|  | Allemagne              | 26 octobre 2022, 20h00 |                   | 2                 |                        |                        |   |  |                   |                   |
|  | Brésil                 | 0                      |                   |                   |                        |                        |   |  |                   |                   |
|  | Brésil                 | 0                      | Allemagne         | 0                 |                        |                        |   |  |                   |                   |
|  | 22 octobre 2022, 20h00 | 22 octobre 2022, 20h00 | Allemagne         | 0                 | Match pour la 3e place | Match pour la 3e place |   |  |                   |                   |
|  | 22 octobre 2022, 20h00 | 22 octobre 2022, 20h00 |                   | Espagne           | Match pour la 3e place | Match pour la 3e place | 1 |  |                   |                   |
|  | Japon                  | 1                      | 30 octobre, 16h30 | 30 octobre, 16h30 |                        |                        | 1 |  |                   |                   |
|  | Japon                  | 1                      | 30 octobre, 16h30 | 30 octobre, 16h30 |                        |                        |   |  |                   |                   |
|  | Espagne                | 2                      |                   | Nigeria           | 3 (3)                  |                        |   |  |                   |                   |
|  | Espagne                | 2                      |                   | Nigeria           | 3 (3)                  |                        |   |  |                   |                   |
|  |                        |                        |                   |                   |                        |                        |   |  | Allemagne         | 3 (2)             |
|  |                        |                        |                   |                   |                        |                        |   |  | Allemagne         | 3 (2)             |

#### Quarts de finale
| Match 25                           | États-Unis        | 1 - 1 | Nigeria          | DY Patil Stadium, Navi Mumbai |             |
| 21 octobre 2022 16h30 heure locale | Villarreal 40e    |       | 27e (pen.) Edafe | Arbitrage :                   | Arbitrage : |
| 21 octobre 2022 16h30 heure locale |                   |       |                  | Arbitrage :                   | Arbitrage : |
| 21 octobre 2022 16h30 heure locale | Tirs au but 3 - 4 |       |                  | Arbitrage :                   | Arbitrage : |

| Match 27                           | Colombie                                      | 3 - 0 | Tanzanie | Fatorda Stadium, Margao |             |
| 22 octobre 2022 16h30 heure locale | Caicedo 3e · Munoz 17e · Rodriguez 36e (pen.) |       |          | Arbitrage :             | Arbitrage : |
| 22 octobre 2022 16h30 heure locale |                                               |       |          | Arbitrage :             | Arbitrage : |

| Match 26                           | Allemagne                   | 2 - 0 | Brésil | DY Patil Stadium, Navi Mumbai |             |
| 21 octobre 2022 20h00 heure locale | Steiner 23e · Krueger 90+5e |       |        | Arbitrage :                   | Arbitrage : |
| 21 octobre 2022 20h00 heure locale |                             |       |        | Arbitrage :                   | Arbitrage : |

| Match 28                           | Japon        | 1 - 2 | Espagne         | Fatorda Stadium, Margao |             |
| 22 octobre 2022 20h00 heure locale | Tanikawa 66e |       | 87e 90+3e Lopez | Arbitrage :             | Arbitrage : |
| 22 octobre 2022 20h00 heure locale |              |       |                 | Arbitrage :             | Arbitrage : |

#### Demi-finales
| Match 29                           | Nigeria           | 0 - 0 | Colombie | Fatorda Stadium, Margao |             |
| 26 octobre 2022 16h30 heure locale |                   |       |          | Arbitrage :             | Arbitrage : |
| 26 octobre 2022 16h30 heure locale |                   |       |          | Arbitrage :             | Arbitrage : |
| 26 octobre 2022 16h30 heure locale | Tirs au but 5 - 6 |       |          | Arbitrage :             | Arbitrage : |

| Match 30                           | Allemagne | 0 - 1 | Espagne      | Fatorda Stadium, Margao   |                           |
| 26 octobre 2022 20h00 heure locale |           |       | 90e Corrales | Arbitrage : Rebecca Welch | Arbitrage : Rebecca Welch |
| 26 octobre 2022 20h00 heure locale |           |       |              | Arbitrage : Rebecca Welch | Arbitrage : Rebecca Welch |

#### Match pour la3eplace
| Match 31                           | Nigeria         | 3-3 | Allemagne | DY Patil Stadium, Navi Mumbai |             |
| 30 octobre 2022 16h30 heure locale |                 |     |           | Arbitrage :                   | Arbitrage : |
| 30 octobre 2022 16h30 heure locale |                 |     |           | Arbitrage :                   | Arbitrage : |
| 30 octobre 2022 16h30 heure locale | Tirs au but 3-2 |     |           | Arbitrage :                   | Arbitrage : |

3e place :  Nigéria

#### Finale
| Match 32                           | Colombie | 0 - 1 | Espagne              | DY Patil Stadium, Navi Mumbai |             |
| 30 octobre 2022 20h00 heure locale |          |       | Sandra Villafane 81e | Arbitrage :                   | Arbitrage : |
| 30 octobre 2022 20h00 heure locale |          |       |                      | Arbitrage :                   | Arbitrage : |

2e place : Colombie
1re place : Espagne